# 華原朋美のトモちゃんといっしょ
『華原朋美のトモちゃんといっしょ』（かはらともみのトモちゃんといっしょ）は、インターネットテレビ局AbemaTVのAbemaSPECIALチャンネルで2016年5月11日から同年12月28日まで配信されていたバラエティ番組、子供向け音楽番組。毎週水曜18:00～19:00に生配信した華原朋美初の冠番組である。

## 番組概要
AbemaTV初のキッズバラエティ。華原朋美が子どもたちと一緒に番組を作ることを希望し、この時点の地上波テレビに小学生低学年を対象にしたバラエティ番組がなかったことから企画された。子役と一緒になぞなぞやジェスチャークイズ、悩み相談をするコーナーなどを配置し、子役の自由な発想や行動を楽しむ内容であるが、メインMCの華原の発想や発言もやや抜けているため、ツッコミ役としてコトブキツカサが声を務める馬のキャラクター「ウマブキさん」を配置。童謡をうたう歌のコーナーでは子役と一緒に、そして単独でも華原が歌唱を担当した。
華原の体調不良、療養により第3回、第25回以降を一時降板。このため華原の所属する尾木プロ所属タレントが代打を務め、この間のタイトルが以下のものに変更されている。
- 第3回『華原朋美のトモちゃんといっしょ HKT48多田愛佳Ver.』（2016年5月25日）
- 第25回『峯岸みなみのみぃちゃんといっしょ』（2016年10月/26）
- 第26回『華原朋美のトモちゃんといっしょ HKT48多田愛佳ver.』（2016年11月2日）
- 第27回『峯岸みなみのみぃちゃんといっしょ』（2016年11月9日）
- 第28回『峯岸みなみのみぃちゃんといっしょ』（2016年11月16日）
- 第29回『峯岸みなみのみぃちゃんといっしょ』（2016年11月23日）

第30回以降は代打タレントを準レギュラーに格上げし、『トモちゃんといっしょZ』としてリニューアル。華原復帰以降も最終回までこのタイトルが貫かれた。なお華原は12月14日配信、第32回で復帰
。最終回では自身の持ち歌である『I'm proud』を生披露した。
一部のロケ企画回を除き、埼玉県・ららぽーと富士見に所在する「スタジオカフェ・ズーアドベンチャー」から生配信された。　

## 出演者

### レギュラー
- 華原朋美 ‐ うたのおねえさん
- コトブキツカサ ‐ ウマブキさんの声も担当
- 子供たち
  - 毎週5～6名が出演。劇団ひまわり、クレヨン、スマイルモンキーなどの子役事務所から選抜されていた。

### 準レギュラー
- 藤澤ノリマサ ‐ うたのおにいさん
- 西村ヒロチョ
- 多田愛佳（らぶたん）[9]
- 峯岸みなみ（みぃちゃん）[10]
- 市川美織（みおりん）[11]

## 音楽
- 主題歌「君がそばで」作詞：中嶋ユキノ　作曲：宗本康兵（ユニバーサルJ）

## スタッフ
- ナレーター：藤原和博
- プロデューサー：白石堅太郎
- ディレクター：川﨑一輝、谷真寿雄、都築翔太
- 制作：メディアミックス・ジャパン
- 制作著作：AbemaTV